# Борозенское
Борозе́нское (укр. Борозенське) — село в Бериславском районе Херсонской области Украины. Центр Борозенской общины.
Почтовый индекс — 74152. Телефонный код — 5532. Код КОАТУУ — 6520981001.

## Население
Население по переписи 2001 года составляло 2024 человека.

### Языковой состав
Родной язык населения по данным переписи 2001 года:
| Язык       | Численность, чел. | Доля     |
| ---------- | ----------------- | -------- |
| Украинский | 1 900             | 93,87 %  |
| Русский    | 108               | 5,34 %   |
| Другое     | 16                | 0,79 %   |
| Итого      | 2 024             | 100,00 % |

## История
Расположено в 24 км к юго-востоку от Великой Александровки и в 33 км от железнодорожной станции Белая Криница на линии Снигиревка — Апостолово. Население — 2444 человека. Сельсовету подчинены села Кучерское, Пятихатки, Садок. На территории Борозенского размещена центральная усадьба совхоза «Більшовицький наступ», за которым закреплено 17 986 га сельскохозяйственных угодий, из них 15 922 га пахотной земли, орошается 913 га. Совхоз мясо-молочного направления, занимается также производством зерна и кормов. Подсобные предприятия — три завода по выработке травяной муки. Хозяйство является ежегодным участником ВДНХ СССР. В 1971 г. совхоз награждён орденом Ленина. За трудовые достижения 203 передовика совхоза отмечены правительственными наградами, в том числе орденами Ленина, Октябрьской Революции, Трудового Красного Знамени, Дружбы народов — Герой Социалистического Труда директор совхоза Т. Н. Дядюн; орденом Ленина и Октябрьской Революции — доярка Е. С. Березанская (ныне пенсионерка), главный зоотехник, заслуженный зоотехник УССР В. А. Липисивицкий (пенсионер), управляющий отделением № 4 Н. М. Яцушко (пенсионер); орденами Ленина и Трудового Красного Знамени — главный агроном совхоза, заслуженный агроном УССР Н. М. Котляр; орденом Ленина — бригадир свинофермы В. А. Самойленко. управляющий отделением № 3 К. И. Рожук (ныне пенсионер), доярка А. С. Чхало, свинарка Л. Ф. Сидоренко (1927—1979 гг.), тракторист В. Ф. Кравец. кузнец Л. М. Голод (пенсионер), слесарь-ремонтник И. Е. Теребило (190S—1977 г.); также удостоены звания Героя Социалистического Труда председатель сельского Совета Г. Д. Остров, бригадир отделения № 4 совхоза Е. Н. Пелих (ныне пенсионерка), доярка Н. Ф. Палка, управляющий отделением № 1 В. П. Коржов.
В селе есть средняя школа (59 учителей и 576 учеников), консультационный пункт районной заочной средней школы, дом культуры с залом на 600 мест, дом пионеров с залом на 250 мест, филиал районной детской музыкальной школы, библиотека для взрослых с книжным фондом 16 тыс. экземпляров, детская библиотека с книжным фондом 8,2 тыс. экземпляров, участковая больница на 25 коек (16 медработников, в том числе 4 врача), аптека, ясли-сад на 160 мест, торговый центр, 3 магазина, столовая, дом быта, отделение связи, сберкасса, АТС на 130 номеров, автобусная станция, телеателье. Проложен водопровод (23,6 км). На учете в партийной организации состоят 140 коммунистов, в комсомольской — 250 членов ВЛКСМ. Партийная и комсомольская ячейки созданы в 1920 году. Село основано во второй половине XIX в. как монастырский хутор. Советская власть установлена в январе 1918 г. На фронтах Великой Отечественной войны защищали Родину 245 жителей села, 110 из них погибли, 130 — за боевые подвиги награждены орденами и медалями Союза ССР. В честь павших воинов-односельчан сооружен памятник. Установлен памятник В. И. Ленину. Вблизи Борозенского исследованы курганы с остатками погребений эпохи меди и бронзы (III—II тысячелетия до н. э.), скифов и кочевников XI—XIII вв.
В селе находится Свято-Ильинская церковь (УПЦ МП), которая принадлежит Новокаховской и Генической епархии Московской патриархии. Освящение храма было совершено 19 сентября 2009 года архиепископом Иосафом. День храма отмечают 2 августа, то есть в день святого пророка Илии. Грозный белобородый пророк Илия — повелитель дождей, грома и молний, разъезжающий на громыхающей колеснице и карающий неправедных. Настоятелем храма является протоиерей Владимир (Вилущак).
В марте 2022 года во время полномасштабного вторжения России в Украину Борозенское было оккупировано российской армией. Освобождено 10 ноября 2022 года в ходе контрнаступления ВСУ в Херсонской области.

## Местный совет
74152, Херсонская обл., Бериславский р-н, с. Борозенское, ул. Мичурина, 12